# Historia de Somalia
La historia de Somalia es una de las más antiguas del mundo, pero hay poca información sobre ella. 

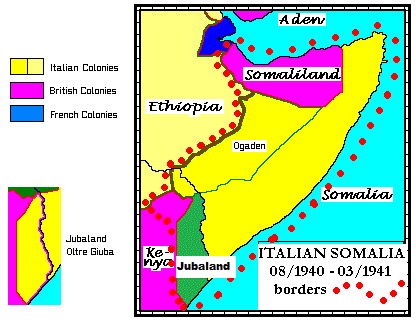
La "Gran Somalia" que unía a todos los somalíes en un único territorio controlado por los italianos en 1940.

Los italianos colonizaron el área mayor y más fértil de este territorio, creando la Somalia Italiana, que existió oficialmente como una colonia italiana desde 1886 hasta 1941. En el verano de 1941, el territorio fue ocupado por las tropas británicas, que administraron la Somalia italiana hasta 1947, cuando esta pasó a ser un territorio del Consejo de Administración Fiduciaria de las Naciones Unidas bajo administración de Italia. La Somalia independiente surgió de la unión de los territorios británicos e italianos en 1960. La Liga de la Juventud Somalí se mantuvo en el poder en la década de los años 60 del siglo XX, con el presidente Abdi Rashid Shermake. Shermake fue asesinado en 1969, y un golpe de Estado militar estableció como presidente a Mohamed Siad Barre. Durante esta época, Somalia mantuvo relaciones cordiales con la Unión Soviética, pero cuando la URSS apoyó a Etiopía, una nación rival de Somalia, esta buscó una alianza militar con la Organización del Tratado del Atlántico Norte, la OTAN, lo que provocó un desajuste económico en el país africano.
Por la pésima situación económica, surgió una oposición armada en el norte del país en 1987. En el año 1990, este grupo adquirió el control de la mayor parte del país.  Aquel grupo se dividió en 1991 por enfrentamientos entre clanes tradicionales; el Movimiento Patriótico Somalí (MPS) en el sur, y el Movimiento Nacional Somalí (MNS) en el norte. Por otro lado, el grupo "Congreso Unido Somalí" (CUS) tomó la capital del país, provocando la salida del presidente Barre. 
Mohamed Ibrahim Egal, estableció un gobierno en el norte, llamado Somalilandia, el cual no fue reconocido por el resto de los países. En ese mismo año se escinde también Jubalandia, posteriormente desaparecida. En 1998 se autoproclamó un estado autónomo en Puntlandia. Desde entonces el país ha carecido de un gobierno central, siendo característico el dominio de ciertos grupos feudales en algunos territorios.
En 1992, Estados Unidos envió tropas para asistir con la repartición de alimentos, para socorrer a una población que pasaba por una terrible hambruna, y para proteger en caso de peligro a los barcos petroleros y de mercancías con destino a los Estados Unidos, y con paso obligado por las aguas jurisdiccionales somalíes, pero el CUS se opuso a esta intervención, y provocó la interrupción de la ayuda extranjera. La Organización de las Naciones Unidas (ONU) intervino para la formación de un gobierno, sin tener éxito. Por otro lado, Somalilandia presenta una mayor estabilidad, pero sigue sin ser reconocida por los demás países.

## Edad Antigua

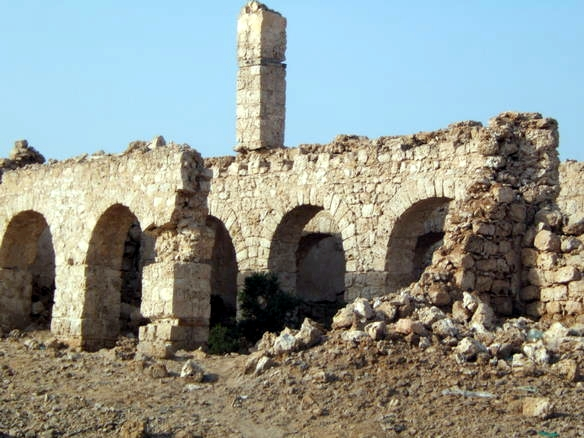
Ruinas del Sultanato de Adal en Zeila, Somalia.

La historia del actual territorio de Somalia se remonta a la antigüedad, cuando la región fue conocida por los antiguos egipcios. Entre el siglo II y el siglo VII de nuestra era, varias partes del territorio fueron incluidas en el reinado etíope de Aksum. Poco tiempo después, ciertas tribus árabes se instalaron a lo largo de la costa del golfo de Adén y fundaron allí un sultanato centrado en el puerto de Zeila. Al mismo tiempo, el país se islamizó debido a la influencia de chiitas llegados de Irán. De todas formas, los habitantes conservaron sus lenguas ancestrales en lugar de adoptar el árabe.

## Edad Media

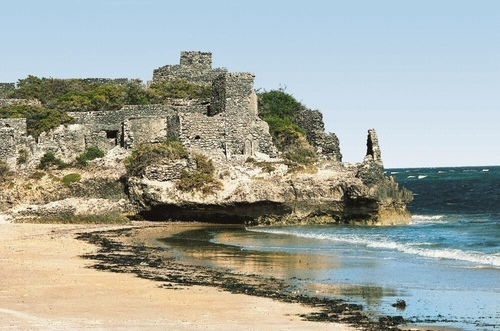
Gondereshe

A partir del siglo XIII, somalíes y pastores nómadas instalados en el norte del cuerno de África, comenzaron a emigrar hacia la región actual de Somalia. Anteriormente, los oromo, pastores-agricultores, habían iniciado una migración hacia el Ogadén y la llanura abisinia. Todos estos pueblos se instalaron definitivamente en el territorio. Algunos pueblos árabes intentaron apropiarse del territorio y muchos somalíes fueron desplazándose hacia el exterior, sobre todo hacia Etiopía.

## Edad Contemporánea

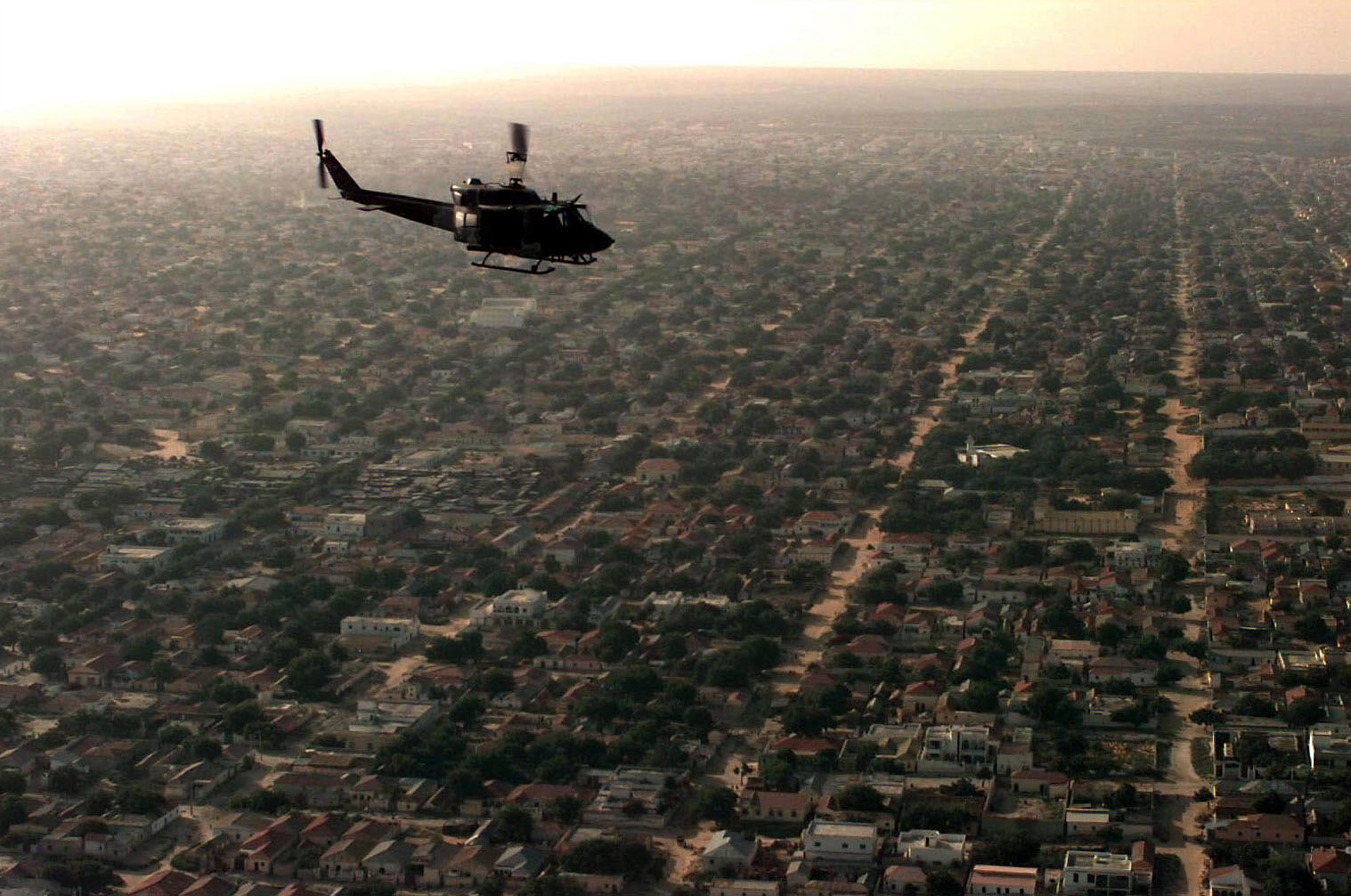
Mogadiscio en 1992

A lo largo de los siglos XIX y XX, británicos, franceses e italianos establecieron sedes en esta región. La Somalia actual surgió el 1 de julio de 1960 con la unión de los territorios del Protectorado de la Somalilandia Británica y la Somalia Italiana, hasta entonces parte del África Oriental Italiana. La entonces denominada Somalilandia Francesa conseguiría la independencia por separado, convirtiéndose en el actual Yibuti, en 1977.
En 1949, las Naciones Unidas decidieron que Somalia fuese puesta bajo su tutela y que su administración fuese realizada por el gobierno italiano. Esta situación se mantendría durante un periodo de diez años que debía preparar el país para su independencia. Las tropas italianas regresaron al país en 1 de abril de 1950, al tiempo que la administración italiana realizaba tareas de desarrollo local, como abrir pozos, construir escuelas y hospitales o formar a las fuerzas armadas. En 1955 se formaba el núcleo de un gobierno somalí autóctono, al que siguió en 1956 la formación de una asamblea legislativa. En 1959 se celebraron elecciones y en 1960 se proclamó la independencia el 1 de julio, de forma anticipada, ya que el mandato italiano expiraba originalmente el 2 de diciembre. Se promulgó una constitución, aprobada por referéndum el 22 de junio de 1961.
La Liga de la Juventud Somalí se mantuvo en el poder en los años 1960, con el presidente Abdirashid Ali Shermarke. Shermarke fue asesinado en 1969, y un golpe militar estableció como presidente a Mohamed Siad Barre. 
El gobierno estableció programas a largo plazo para fomentar el empleo. También desempeñó con éxito una campaña urbana y rural por la alfabetización, que ayudó a incrementar en gran medida la tasa de alfabetización somalí. En adición al programa de nacionalización de tierras e industrias, la política exterior del nuevo régimen hizo énfasis en la recuperación de los valores religiosos tradicionales de Somalia y sus relaciones con el mundo árabe, ingresando en la Liga Árabe en 1974.  Según el ex diplomático etíope Mohamed Hassan, los primeros años del régimen de Siyaad Barre fueron los más prósperos de la historia de Somalia. La educación y las condiciones sociales están mejorando, y una escritura oficial es finalmente adoptada. Sin embargo, el gobierno de Barre seguía siendo ante todo nacionalista; el socialismo en el que decía basarse era pragmático y tenía como objetivo acelerar el desarrollo del país.
Durante esta época, Somalia mantuvo estrechas relaciones con la Unión de Repúblicas Socialistas Soviéticas (URSS), pero cuando ésta apoyó a Etiopía, rival de Somalia, en la guerra entre ambos, Somalia se volvió hacia Occidente. La situación económica del país era muy delicada.
Ante esta pésima situación económica, surgió una oposición armada en el norte del país en 1987. En 1990, este grupo adquirió el control de la mayor parte del territorio, disolviéndose de facto el estado somalí anteriormente existente. 
El grupo opositor se dividió en 1991 por distintos motivos, entre ellos las tradicionales enemistades entre diferentes clanes y etnias; el Movimiento Patriótico Somalí (MPS) en el sur, y el Movimiento Nacional Somalí (MNS) en el norte. Por otro lado, el grupo Congreso Unido Somalí (CUS) tomó la capital del país, provocando la salida del presidente Barre. 
Mohamed Ibrahim Egal, estableció un gobierno en el norte, llamado Somalilandia, al que siguió la secesión el mismo año de Jubalandia, posteriormente desaparecida, ninguna de las cuales fue reconocida por el resto de los países. Desde entonces el país ha carecido de un gobierno central, siendo característico el dominio de ciertos grupos en algunos territorios.
En 1992, Estados Unidos envió tropas para asistir con la repartición de alimentos, ayudando a socorrer a una población que pasaba por una hambruna. Pero el CUS se opuso a esta intervención y provocó la salida de la ayuda extranjera. La Organización de las Naciones Unidas (ONU) intervino para la formación de un gobierno, pero no tuvieron éxito. Por otro lado, Somalilandia presentaba una mayor estabilidad que otros recientes estados autoproclamados en el territorio de la antigua Somalia, como Puntlandia, constituido en 1998, pero siguió sin ser reconocida por los demás países. Puntlandia, por su parte, no se instauró como estado independiente, sino como parte de Somalia, bajo la forma de "estado autónomo", con la autoimpuesta obligación de restaurar y mantener la unidad de Somalia sobre la base de un sistema federal.
En abril de 2000 se formó el llamado Gobierno Nacional de Transición de Somalia a partir de la Somalia National Peace Conference (SNPC) reunida en Arta, Yibuti. En julio de 2000 los delegados de la conferencia de reconciliación, aprobaron una Ley nacional que actuaría como constitución de Somalia por un periodo transicional de tres años. Esta constitución garantizaba a los somalíes la libertad de expresión y asociación, los derechos humanos, y realizaba una separación de poderes, garantizando su independencia. Durante este período de transición, la República Somalí adoptó un sistema federal de gobierno, con 18 administraciones regionales. La Asamblea de Transición Nacional ejercía el poder legislativo. Estaba formada por 245 miembros: 44 escaños por cada uno de los cuatro clanes principales (Dir, Hawiye, Darod y Oigil) y 24 de la alianza de los clanes menores, así como 20 para somalíes de gran influencia y 25 para mujeres. Fue inaugurada en agosto de 2000 y eligió al primer presidente del Gobierno Transicional de Somalia, Abdiqasim Salad Hassan, quien entre otras cosas, intervino militarmente en Jubalandia en 2004.

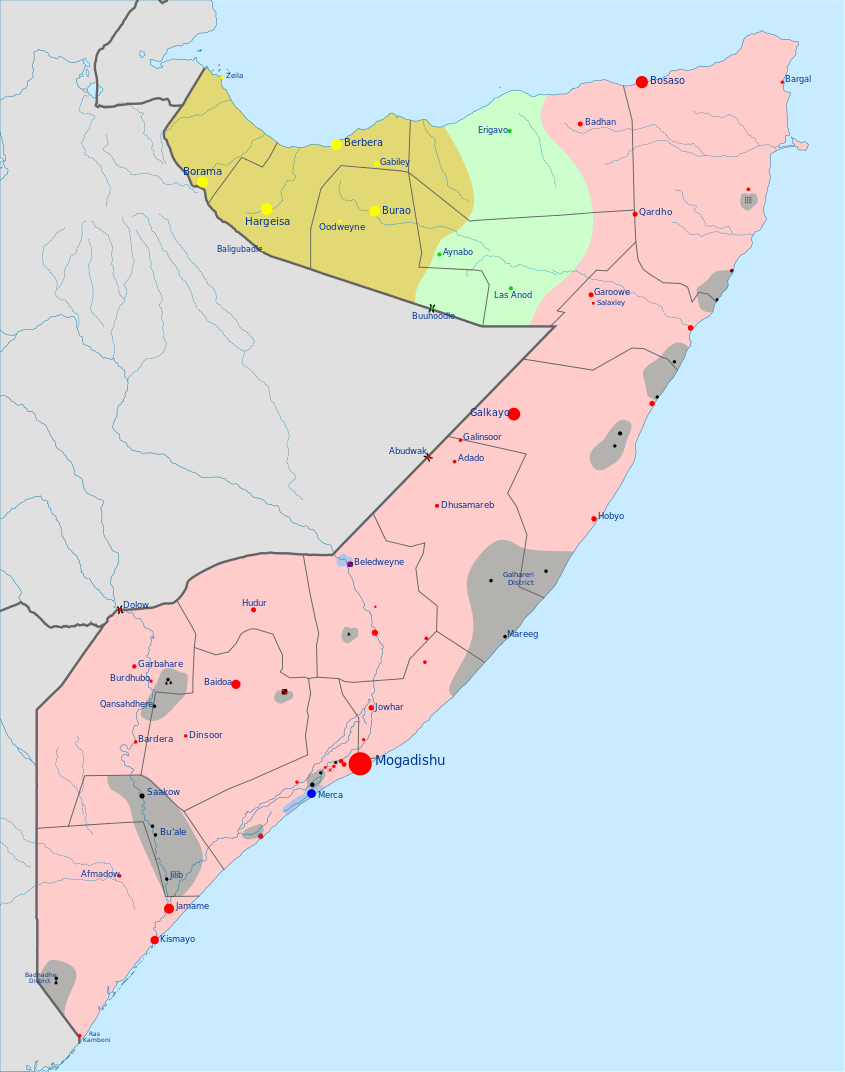
Situación actual del conflicto somalí.

En 2004 se formalizó un parlamento interino de Somalia en Kenia. El parlamento formó el Gobierno Federal de Transición de Somalia, presidido por Abdullahi Yusuf Ahmed, quien anteriormente había sido presidente de Puntlandia hasta 2004, y que aprobó la intervención de una fuerza de paz internacional de las Naciones Unidas, declaró ante la cadena de televisión BBC que la Alianza de los "señores de la guerra" (refiriéndose a la ARPCT) no combatía por su ejecutivo.

### Unión de Tribunales Islámicos e intervención etíope
El 26 de febrero de 2006, el parlamento se encontró por primera vez en suelo de Somalia, en la ciudad de Baidoa. La Segunda Batalla de Mogadiscio comenzó en mayo de 2006 entre la Alianza para la Restauración de la Paz y Contra el Terrorismo (ARPCT) y milicias leales a la Unión de Tribunales Islámicos. Para el 5 de junio al menos 350 personas habían muerto en el fuego cruzado.
El 5 de junio de 2006 se supo que el Consejo de Cortes Islámicas de Somalia había tomado el control de Mogadiscio, y que el primer ministro, Ali Mohammed Ghedi buscaba entrar en negociaciones con ese grupo. El 7 de julio se rindió el último "señor de la guerra", Abdi Qeybdid, si bien algunos meses después volvió a las andadas, proclamando el estado Galmudug. Unos meses más tarde, el gobierno provisional recibió el apoyo efectivo de Etiopía, lo que llevó a la Unión de Tribunales Islámicos, que mantenía el control del sur del territorio somalí, a declararle la Yihad islámica.
Entre el 25 y 26 de diciembre de 2006, el ejército etíope realizó una serie de ataques en apoyo del gobierno provisional contra los milicianos del Consejo de Cortes Islámicas de Somalia, que provocaron más de mil muertos entre los combatientes islamistas.
Posteriormente, a lo largo de 2007, tanto Jubalandia, como la mayor parte de los territorios controlados por la Unión de Cortes Islámicas, así como Galmudug, pasaron progresivamente a manos del Gobierno Transicional de Somalia, quedando el estado autoproclamado de Somalilandia, y en menor medida el estado "autónomo" de Puntland, como principales escollos para la reunificación total de la antigua Somalia, junto a las acciones armadas de los restos de la UCI. Ese mismo año, una parte de la UCI se convirtió en la Alianza para la Reliberación de Somalia (ARS).

### Gobierno de coalición y Segunda Guerra Civil
La ARS y el Gobierno Transicional de Somalia pactaron en octubre de 2008 ampliar el Parlamento y constituir un gobierno de unidad, lo que llevó en enero de 2009 a la elección del tercer presidente del Gobierno Transicional de Somalia, Sharif Sheid Ahmed, quien había sido anteriormente miembro de la Unión de Cortes Islámicas, en un intento de crear un gobierno nacional que pacificara finalmente a todas las facciones.
Para principios de febrero de 2009, se dio inicio a un conflicto entre las fuerzas del Gobierno Federal de Somalia, asistidas por tropas de mantenimiento de la paz de la Unión Africana, y varios grupos y facciones militantes, lo cual se conoce actualmente como Segunda guerra civil somalí. Dicho conflicto ha provocado el desplazamiento de miles de personas hacia el sur del país. La guerra civil también ha visto enfrentamientos entre los sufíes Ahlu Sunna Waljama'a y Al-Shabaab.
Desde julio de 2011, atraviesa una de las peores crisis alimentarias de su historia, por cuenta de una sequía, catalogada por los medios de comunicación como la más intensa en 20 años y que afectó algunas zonas de Kenia y Etiopía. Más de 3 millones de personas se encuentran en riesgo de morir por desnutrición y algunas zonas no eran accesibles para los organismos de ayuda por la presencia de grupos insurgentes islamistas.

### Gobierno federal
Hacia el año 2012 diversos partidos políticos se han reunido para dotar al país de una constitución, poniendo así fin al gobierno de transición establecido en el 2004 y logrando la unificación tras décadas de conflictos al país.
El 10 de septiembre de 2012, el parlamento eligió a Hassan Sheikh Mohamud como nuevo presidente de Somalia. Posteriormente, el presidente Mohamud nombró a Abdi Farah Shirdon como nuevo primer ministro el 6 de octubre de 2012, quien fue sucedido en el cargo por Abdiweli Sheikh Ahmed el 21 de diciembre de 2013.
En abril de 2013, Hassan reanudó las conversaciones de reconciliación nacional entre el gobierno central de Mogadiscio y las autoridades secesionistas de Somalilandia. Organizada por el gobierno de Turquía en Ankara, la reunión terminó con un acuerdo firmado entre Hassan y Ahmed Mahamoud Silanyo, presidente de Somalilandia, acordando asignar equitativamente a Somalilandia su parte de la ayuda al desarrollo destinada a Somalia en su conjunto y cooperar en seguridad
En agosto de 2013, el gobierno federal somalí firmó un acuerdo de reconciliación nacional en Addis Abeba con la administración autónoma de Jubaland con sede en el sur de Somalia. Respaldado por el ministro de Estado federal para la Presidencia, Farah Abdulkadir, en nombre de Hassan, el pacto fue negociado por el Ministerio de Relaciones Exteriores de Etiopía y se produjo después de prolongadas conversaciones bilaterales. Según los términos del acuerdo, Jubaland será administrada por un período de dos años por una Administración Provisional de Juba y encabezada por el actual presidente de la región, Ahmed Mohamed Islam (Madobe). El presidente regional ejercerá la presidencia de un nuevo Consejo Ejecutivo, al que nombrará tres suplentes. La gestión del puerto marítimo y el aeropuerto de Kismayo también se transferirá al Gobierno Federal después de un período de seis meses, y los ingresos y recursos generados por estas infraestructuras se destinarán a los sectores de seguridad y prestación de servicios de Jubaland, así como al desarrollo institucional local. Además, el acuerdo incluye la integración de las fuerzas militares de Jubaland bajo el mando central del Ejército Nacional Somalí (SNA), y estipula que la Administración Provisional de Juba estará al mando de la policía regional. El enviado especial de la ONU para Somalia, Nicholas Kay, elogió el pacto como "un gran avance que abre la puerta a un futuro mejor para Somalia".
En agosto de 2014, se lanzó la Operación Océano Índico dirigida por el gobierno somalí contra el grupo militante Al-Shabaab para limpiar los focos restantes en poder de los insurgentes en el campo.
El 17 de diciembre de 2014, el ex primer ministro Omar Abdirashid Ali Sharmarke fue reelegido como primer ministro.
En febrero de 2015, Hassan presidió un foro de consulta de tres días en Mogadiscio con los presidentes Abdiweli Mohamed Ali, Ahmed Mohamed Islam y Sharif Hassan Sheikh Adan de las administraciones regionales de Puntland, Jubaland y South West State, respectivamente. Bajo la rúbrica del Nuevo Trato para Somalia, Hassan sostuvo conversaciones adicionales de reconciliación nacional con los líderes regionales en Garowe en abril y mayo del año. Los funcionarios allí firmaron un acuerdo de siete puntos en Garowe que autorizaba el despliegue inmediato de los 3.000 soldados de Puntlandia hacia el Ejército Nacional Somalí. También acordaron integrar soldados de otros estados regionales en el SNA.
El 8 de febrero de 2017, los parlamentarios somalíes eligieron al ex primer ministro Mohamed Abdullahi "Farmajo" Mohamed con un resultado inesperado. El 23 de febrero de 2017, el presidente Mohamed nombró al extrabajador humanitario y empresario Hassan Khaire como su primer ministro.
Cuando expiró el mandato del presidente Mohamed Abdullahi Mohamed en febrero de 2021, no se habían fijado fechas para la elección de un sucesor y, posteriormente, estallaron los combates en Mogadiscio. Esta lucha continuó hasta mayo de 2021, cuando el gobierno y la oposición acordaron celebrar elecciones dentro de los 60 días. Luego de algunas negociaciones adicionales, la elección presidencial fue programada para el 10 de octubre.
En diciembre de 2021, Mohamed revocó la autoridad del primer ministro Mohamed Hussein Roble para organizar las próximas elecciones y sugirió que se formara un nuevo comité para supervisarlas. Esto llevó a Roble a acusar a Mohamed de sabotear el proceso electoral el 26 de diciembre de 2021. El 27 de diciembre, Mohamed anunció que suspendería a Roble por presunta obstrucción de acusaciones de corrupción.
El 15 de mayo de 2022, Hassan Sheikh Mohamud fue elegido nuevamente presidente de Somalia.